# Rivalidad (economía)

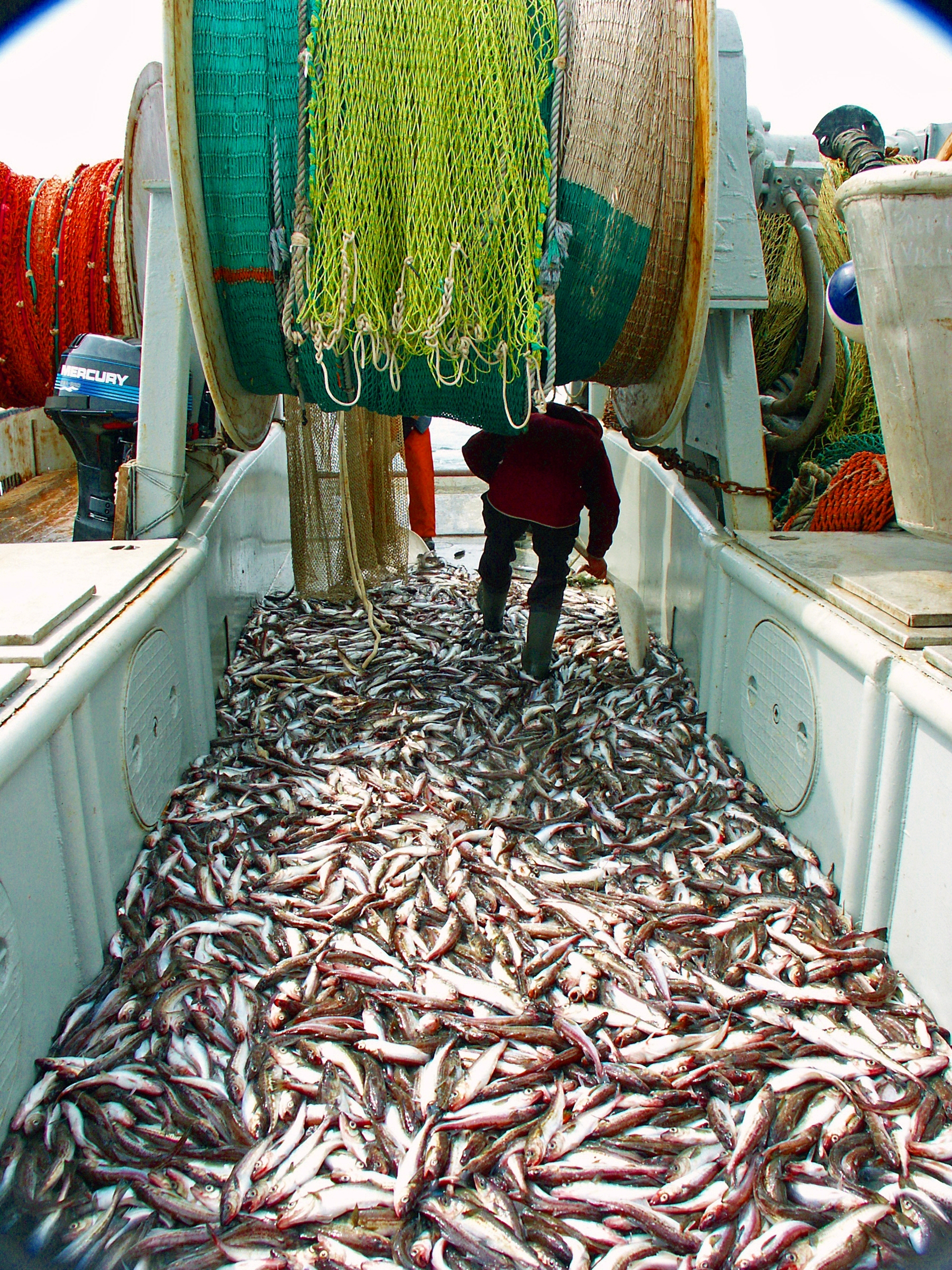
Las poblaciones de peces silvestres son un bien rival, ya que la cantidad de peces capturados por un barco reduce la cantidad de peces disponibles para ser capturados por otros.

En economía, se dice que un bien es rival si su consumo por parte de un consumidor impide el consumo simultáneo por parte de otros, o si el consumo de una parte reduce la capacidad de otra parte para consumirlo. Un bien se considera no rival si, para cualquier nivel de producción, el costo de proporcionarlo a un individuo marginal (adicional) es cero. Un bien se puede colocar a lo largo de un continuo que va de rival a no rival. La misma característica se refiere a veces como la acción conjunta de la oferta, o sustraíbles y no sustraíbles.
La mayoría de los bienes tangibles, tanto duraderos como no duraderos, son bienes rivales. Un martillo es un bien rival duradero. El uso del martillo por parte de una persona presenta una barrera importante para los demás que desean utilizar ese martillo al mismo tiempo. Sin embargo, el primer usuario no "agota" el martillo, lo que significa que algunos bienes rivales aún se pueden compartir a través del tiempo. Una manzana es un bien rival no duradero: una vez que se come una manzana, se "agota" y ya no la pueden comer otros. Los bienes intangibles también pueden ser rivales. Los ejemplos incluyen la propiedad de espectros de radio y nombres de dominio. En términos más generales, casi todos los bienes privados son competitivos. 
Por el contrario, los bienes no rivales pueden ser consumidos por un consumidor sin evitar el consumo simultáneo de otros. La mayoría de los ejemplos de bienes no rivales son intangibles. La televisión abierta es un ejemplo de un bien no rival; Cuando un consumidor enciende un televisor, esto no impide que el televisor de la casa de otro consumidor funcione. El televisor en sí es un bien rival, pero las transmisiones de televisión son bienes no rivales. Otros ejemplos de bienes no rivales incluyen una hermosa vista panorámica, defensa nacional, aire limpio, farolas y seguridad pública. En términos más generales, la mayoría de propiedad intelectual no es rival. De hecho, ciertos tipos de propiedad intelectual se vuelven más valiosos a medida que más personas los consumen (anti-rival). Por ejemplo, mientras más personas usan un idioma en particular, más valioso se vuelve ese idioma. 
La no rivalidad no implica que los costos de producción totales sean bajos, sino que los costos de producción marginales sean cero. En realidad, pocos bienes son completamente no rivales, ya que la rivalidad puede surgir en ciertos niveles. Por ejemplo, el uso de vías públicas, Internet o los tribunales policiales/legales no es rival hasta una cierta capacidad, después de lo cual la congestión significa que cada usuario adicional disminuye la velocidad de los demás. Por eso, la teoría económica reciente ve la rivalidad como un continuo, no como una categoría binaria, donde muchos bienes están en algún lugar entre los dos extremos de completamente rival y completamente no rival. Un bien perfectamente no rival puede ser consumido simultáneamente por un número ilimitado de consumidores. 
Los bienes que no son rivales ni excluibles se denominan bienes públicos. Los ejemplos incluyen aire limpio, defensa nacional y televisión abierta. En general, los economistas principales aceptan que el mecanismo del mercado no proporcionará bienes públicos de manera insuficiente, por lo que estos bienes deben ser producidos por otros medios, incluida la provisión del gobierno. 

## Rivalidades en la industria alimenticia
- Hershey's vs Mars
- Coca-Cola vs. Pepsi
- Aunt Jemima vs. Ben's Original
- McDonald's vs. Burger King
- Pizza Hut vs. Domino's Pizza
- Lay's vs. Pringles
- Kellogg's vs. Post Toasties